# Чурко, Вячеслав Вячеславович
Вячесла́в Вячесла́вович Чурко́ (укр. В`ячеслав В`ячеславович Чурко; род. 10 мая 1993, Ужгород) — украинский футболист, вингер клуба «Металлист 1925».

## Биография
Занимался в СДЮСШОР Ужгорода. В футбольную академию ФК «Шахтер» Вячеслав попал в возрасте 14 лет. Прошёл все уровни футбольной школы, вызывался в основной состав тренером Мирчей Луческу для проведения межсезонных сборов. На одном из таких сборов оформил покер в ворота швейцарского «Гоинга».
Летом 2012 года Вячеслав Чурко и его агент заявили об интересе со стороны португальской «Бенфики». Интерес появился в момент выступлений Вячеслава в составе сборной Украины в элит-раунде чемпионата Европы U-19, который проходил в Португалии. В итоге футболист продлил контракт с «Шахтёром» на 5 лет, так как «Бенфика» не хотела оплачивать трансфер футболиста, а хотела получить игрока в качестве свободного агента.
Не получив шанса сыграть в Премьер-лиге Украины в составе «Шахтера», 31 августа 2012 года Чурко отправился в аренду в ужгородскую «Говерлу». Первую часть сезона пропустил, так как получил перелом ноги в матче молодёжной сборной Украины против Турции. В 12 матчах за закарпатцев отдал 2 голевые передачи.
В 2013 году Чурко был арендован мариупольским «Ильичевцем». Свой первый гол в Премьер-лиге забил в ворота «Говерлы». Забитый мяч посвятил погибшему в автокатастрофе бразильцу Майкону.
3 февраля 2016 перешёл на правах аренды в венгерский клуб «Академия Пушкаша».
3 августа 2016 на правах годичной аренды перешёл в итальянский клуб «Фрозиноне» 20 января 2017 года клуб досрочно разорвал арендное соглашение. С 13 июня 2017 по 31 июля 2020 года играл за ФК «Мариуполь» на правах аренды. В сезоне Чемпионата Украины 2020—2021 годов один раз появился на скамейке запасных донецкого Шахтёра 17 октября 2020 в матче против ФК «Львов». 10 февраля 2021 года отдан в аренду ФК «Колосу» (Ковалёвка). 1 июля 2021 года перешёл в ФК «Колос» на правах свободного агента.

## Достижения
«Заря» (Луганск)
- Бронзовый призёр чемпионата Украины: 2022/23